# Každý milion dobrý
Každý milion dobrý je český televizní film režiséra Zdeňka Zelenky z roku 2016.

## Námět
Pojednává o bohaté ženě (Jiřina Bohdalová), která po autohavárii změní svůj život a začne své peníze rozdávat. Její příbuzní ji proto chtějí zbavit svéprávnosti a žena se dostane do psychiatrické léčebny. Česká televize v premiéře film vysílala 1. května 2016 tedy dva dny před 85. narozeninami Jiřiny Bohdalové.

## Výroba
Natáčelo se mj. v psychiatrické klinice v Dobřanech, na zámku Trnová či ve Slaném.

## Obsazení
| Jiřina Bohdalová   | Irena Dittrichová         |
| Ondřej Vetchý      | Jarda, syn Ireny          |
| Tatiana Vilhelmová | Jolana, Jardova manželka  |
| Viktor Preiss      | JUDr. Nebeský             |
| Zdeněk Piškula     | Lukáš Ditrich, vnuk Ireny |
| Jaromír Dulava     | JUDr. Vachuda             |
| Jitka Smutná       | Boženka                   |
| Miroslav Hanuš     | MUDr. Boleslav Hájek      |
| Jan Hrušínský      | Antonín Kuběna            |
| Martina Válková    | soudkyně                  |
| Michal Roneš       | vrátný                    |
| Mário Kubec        | mistr                     |
| Gabriela Dorantová | sekretářka                |
| Václav Helšus      | Čermák                    |
| Anna Kadeřávková   | invalida                  |
| Pavel Rímský       | předseda správní rady     |
| Tomáš Voženílek    | redaktor                  |
| Jan Hofman         | redaktor                  |
| Miroslav Šnajdr    | soused                    |
| Alice Šnirychová   | sousedka                  |
| Roman Štabrňák     | policista                 |

## Recenze
- Stanislav Dvořák, Novinky.cz  [2]